# Banipal
Banipal är en brittisk litteraturtidskrift som publicerar samtida litteratur från arabvärlden i engelsk översättning. Tidskriften grundades 1998 av Margaret Obank och Samuel Shimon, och kommer ut med tre nummer om året. I augusti 2010 har sammanlagt 38 nummer av tidskriften utkommit. Sedan 2009 har varje nummer haft ett speciellt tema, exempelvis "Irakiska författare" eller "Litteratur i Jemen i dag". Sedan 2004 finns även förlaget Banipal Books, som har gett ut ett tiotal arabiska böcker i engelsk översättning.
Banipal har tagit sitt namn från Ashurbanipal, den siste store kungen av Assyrien, som i Nineve skapade det första organiserade biblioteket i antikens Mellanöstern.

## Samtida författare som medverkat iBanipal
- Abbas Beydhoun
- Abdel Aziz al-Maqalih
- Abdellatif Laâbi
- Abdelrahman Munif
- Abdelwahab Meddeb
- Abdullah Laroui
- Abdul Kader el-Janabi
- Abdu Khal
- Abdul Wahab al-Bayati
- Adonis
- Ahmad Zein
- Ahmed al-Fagih
- Ahmed Bouzfour
- Ahmed Rashid Thani
- Ala Hlehel
- Alawiyya Subuh
- Albert Cossery
- Ali al-Domaini
- Ali al-Kasimi
- Ali al-Muqri
- Ali Mohammed Zayd
- Amjad Nasser
- Anton Shammas
- Aroussia Naluti
- Aziz Chouaki

- Badr Shakir al-Sayyab
- Baha Eddine Taoud
- Bassam Frangieh
- Bassam Shamseldin
- Bensalim Himmich

- Denys Johnson-Davies
- Diya al-Jubaily
- Driss Chraïbi

- Edward al-Kharrat
- Edward Said
- Elias Khoury
- Etel Adnan
- Ezzat el-Kamhawi

- Fadhil al-Azzawi
- Fady Joudeh
- Fathi Abul Nasr
- Ferial Ghazoul
- Fuad al-Takarli

- Gamal el-Ghitani
- Ghalib Halasa
- Ghassan Zaqtan
- Ghazi Algosaibi

- Habib Abdulrab Sarori
- Habib Selmi
- Habib Tengour
- Haifa Bitar
- Halim Barakat
- Hanan al-Shaykh
- Hani al-Raheb
- Hassan Abdulrazzak
- Hassan Daoud
- Hassan Nasr
- Hassouna Mosbahi
- Hoda Barakat
- Huda Ablan
- Hussain al-Mozany
- Huzamah Habayeb

- Ibrahim Nasrallah
- Ibtisam Abdallah
- Inaya Jaber
- Ines Abassi
- Issa J Boullata

- Jalil al-Qaisi
- Jamal Mahjoub
- Jamila Omairah
- Kadhim Jihad
- Kamal Abdellatif
- Khaled Mattawa
- Khalid Albudoor
- Khulood Al Mu’alla

- Lisa Suher Majaj
- Luay Hamza Abbas
- Lutfiya al-Dulaimi

- Mahdi Issa al-Saqr
- Mahmood Abdel Wahab
- Mahmoud Darwish
- Mahmoud Shukair
- Mai Ghoussoub
- Miral al-Tahawy
- Mohamed al-Bisatie
- Mohamed Choukri
- Mohamed Salah al-Azab
- Mohammad al-Maghut
- Mohammad al-Qaood
- Mohammad al-Shaibani
- Mohammad Ali Farhat
- Mohammad Khodayyi
- Mohammed Al-Harthi
- Mohammed Bennis
- Mohammed Khaïr-Eddine
- Mohammed Mustagab
- Mohammed Zefzaf
- Mohja Kahf
- Mouayed al-Rawi

- Nabila al-Zubair
- Nadia Alkowkobani
- Naguib Mahfouz
- Najwa Barakat
- Nassif Falak
- Nazih Abu Afash
- Nazik al-Malaika
- Nazum al-Obeidi
- Nirvana Tanoukhi
- Nizar Qabbani
- Nouri al-Jarrah
- Nujoom Al-Ghanem

- Ounsi el Hage
- Paul Chaoul
- Qassim Haddad

- Rabee Jaber
- Rachid al-Daif
- Rachida Lamrabet Epic
- Rafik Schami
- Ramsey Nasr
- Rasha Omran
- Rashad Abu Shawar

- Sa'adallah Wannus
- Saadi Youssef
- Said al-Kafrawi
- Saif al-Rahbi
- Salah Hassan
- Salim Barakat
- Salwa al-Neimi
- Samar Yazbek
- Samir Albufattah
- Samir Naqqash
- Saniya Salih
- Sargon Boulus
- Sawsan al-Areeqi
- Shawqi Shafiq

- Tahar Ben Jelloun
- Tayeb Salih
- Turki al-Hamad

- Vénus Khoury-Ghata

- Wacini Laradg
- Wajdi al-Ahdal
- Wilfred Thesiger

- Yasmine Khlat
- Yasser Abdel Baqi
- Yasser Abdel Hafez
- Youssef Rakha
- Yusef Habshi al-Ashqar

- Zakariyya Tamer